# بيتر أوليفر
بيتر أوليفر (بالإنجليزية: Peter Oliver)‏ (14 أغسطس 1948 بدنفيرملين في المملكة المتحدة - ) هو لاعب كرة قدم بريطاني في مركز الدفاع. شارك مع منتخب اسكتلندا تحت 21 سنة لكرة القدم. أما مع النوادي، فقد لعب مع نادي يورك سيتي وهارت أوف ميدلوثيان وهدرسفيلد تاون.

## وصلات خارجية
- بيتر أوليفر على موقع قاعدة بيانات كرة القدم.إي يو (الإنجليزية)